# 문기초등학교
문기초등학교는 대한민국 경기도 안성시 공도읍 양기리에 있는 공립 초등학교이다.

## 학교 연혁
- 1960. 12. 07 공도국민학교 문기분교장 개교
- 1961. 03. 14 문기국민학교로 개교
- 1985. 09. 01 병설유치원 1학급 개원
- 1996. 03. 01 문기초등학교로 개칭

## 참고 자료
- 문기초등학교 - 한국교육학술정보원 학교알리미